# Ici brigade criminelle
Pour plus de détails, voir Fiche technique et Distribution.
Ici brigade criminelle (titre original : Private Hell 36) est un film américain réalisé par Don Siegel, sorti en 1954.

## Fiche technique
- Titre original : Private Hell 36
- Titre français : Ici brigade criminelle
- Réalisation : Don Siegel
- Scénario : Ida Lupino et Collier Young
- Photographie : Burnett Guffey
- Musique : Leith Stevens
- Pays d'origine :  États-Unis
- Format : Noir et blanc - 1,85:1 - Mono
- Genre : policier
- Durée : 81 minutes
- Date de sortie : 1954

## Distribution
- Ida Lupino : Lilli Marlowe
- Steve Cochran : Cal Bruner
- Howard Duff : Jack Farnham
- Dean Jagger : Capitaine Michaels
- Dorothy Malone : Francey Farnham
- Dabbs Greer : Sam Marvin
- King Donovan : Evney Serovitch